# Pak (koreai név)
A Pak (Bak) (nyugaton gyakran Park) a harmadik leggyakoribb koreai vezetéknév, 2000-ben a koreaiak mintegy 8,5%-a viselte ezt a nevet, 3,8 millióan, 2015-ben pedig 4,1 millióan. A koreai szó jelentése „tök”, a hozzá párosított handzsa (hanja) kínai ejtése piao (Piáo) vagy pu (pú).

## Eredete
A Pak (Bak) klánok mindannyian az első sillai királyhoz, Hjokkoszéhez (Hyeokgeoséhez) vezetik vissza a vérvonalukat, éppen ezért a Pak (Bak) klánok az egymás közötti házasságot szigorúan tiltották.
Hjokkosze (Hyeokgeose) legendája szerint a csinhan (jinhan)i hat klán vezetői egy domb tetején gyülekeztek, hogy királyt válasszanak, amikor is lenézve a Jangszan (Yangsan) hegy lábánál villámlást láttak, és egy fehér lovat, amely meghajolt. Lementek megnézni, és egy vörös tojást találtak, amelyből egy kisfiú kelt ki. Megfürdették a közeli patakban, és közben a gyermek arany fénnyel ragyogott. A gyermeknek ezért a Hjokkosze (Hyeokgeose), „ragyogó fénnyel uralkodó” nevet adták, klánneve pedig a Pak (Bak) lett, a tök alakjához hasonlóan kerek tojásról, amiből született. 13 évesen kapta meg a koszogan (거서간, geoseogan) címet, ami a király akkori megnevezése volt. Az eredetlegendára a korai koreai uralkodók esetében szükség volt a király isteni származásának bizonyításához.

## Klánok

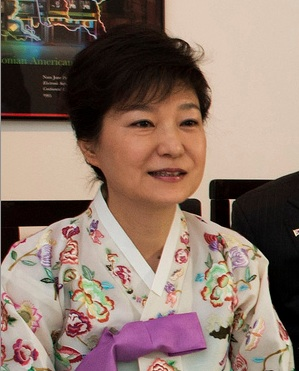
Pak Kunhje, Dél-Korea elnöknője a korjongi (고령) Pak-klán tagja

Silla királyai közül tíz viselte a Pak (Bak) klánnevet. Phasza (Pasa) király (80–112) idejében a Pak (Bak) klán több klánra szakadt, Kjongmjong (Gyeongmyeong) (917–924) idejében pedig újabb szakadás következett be. Ekkor jött létre a Kjongmjong (Gyeongmyeong) fiai után elnevezett kilenc Pak (Bak) klán.
A Pak (Bak) vezetéknevű koreaiak mintegy 70-80%-a mirjangi (miryangi) klánhoz (밀양박씨) tartozik. Összesen mintegy 159 klán és 2000-es adatok szerint 3,8 millió koreai osztozik a vezetéknéven.
A koreai történelem során legtöbb neves személyt adó nyolc klánt „8 Pak (Bak)” néven hívják, ezek a következőek:
- mirjangi Pak (miryangi Bak) klán (밀양박씨)
- pannami Pak (bannami Bak) klán (반남박씨)
- korjongi Pak (goryeongi Bak) klán (고령박씨)
- hamjangi Pak (hamyangi Bak) klán (함양박씨)
- csukszani Pak (juksani Bak) klán (죽산박씨)
- szuncshoni Pak (suncheoni Bak) klán (순천박씨)
- muani Pak (muani Bak) klán (무안박씨)
- cshungdzsui Pak (chungjui Bak) klán (충주박씨)